# Palazzina Gazzeri
La Palazzina Gazzeri è un edificio storico del centro storico di Firenze, situato tra via del Castello d'Altafronte, via dei Saponai 14 e via dell'Osteria del Guanto.

## Storia e descrizione
Erano in questo luogo delle antiche case già dei Buini, passate alla famiglia Gazzeri che nella prima metà dell'Ottocento qui possedeva un vasto edificio.
L'attuale costruzione (tre piani per otto assi per quanto concerne la facciata principale) si mostra tuttavia nelle forme assunte a seguito di un parziale esproprio della proprietà e di un completo rifacimento del fronte dell'immobile attuato attorno al 1860, in concomitanza del riordino dell'area (espropri e progetto complessivo dell'architetto Felice Francolini), in ragione della costruzione del palazzo della Camera di Commercio.
Il piano terreno della palazzina, a conferire decoro all'insieme, presenta una intonacatura lavorata a finta pietra. Al centro della facciata, segnata da un lungo balcone, è uno scudo in terracotta con l'arme della famiglia Gazzeri, segnato da una banda sostenente una gazza posata, accompagnata in punta da una stella a otto punte. Un altro scudo, più antico e con il campo oramai illeggibile, è sul canto con via dell'Osteria del Guanto. Sempre su questo lato è un tabernacolo cinquecentesco con una terracotta raffigurante la Madonna col Bambino, ugualmente segnato da uno scudo con il campo completamente abraso, che Guido Carocci (in Illustratore fiorentino) ancora riconosceva come appartenente alla famiglia degli Ubertini di Fetto.
L'arme dei Gazzeri, compare su varie altre case della zona, sia su via dell'Osteria del Guanto al n. 3, sia su via del Castello d'Altafronte ai nn. 2, 4 e 6, tutte contigue all'edificio principale.

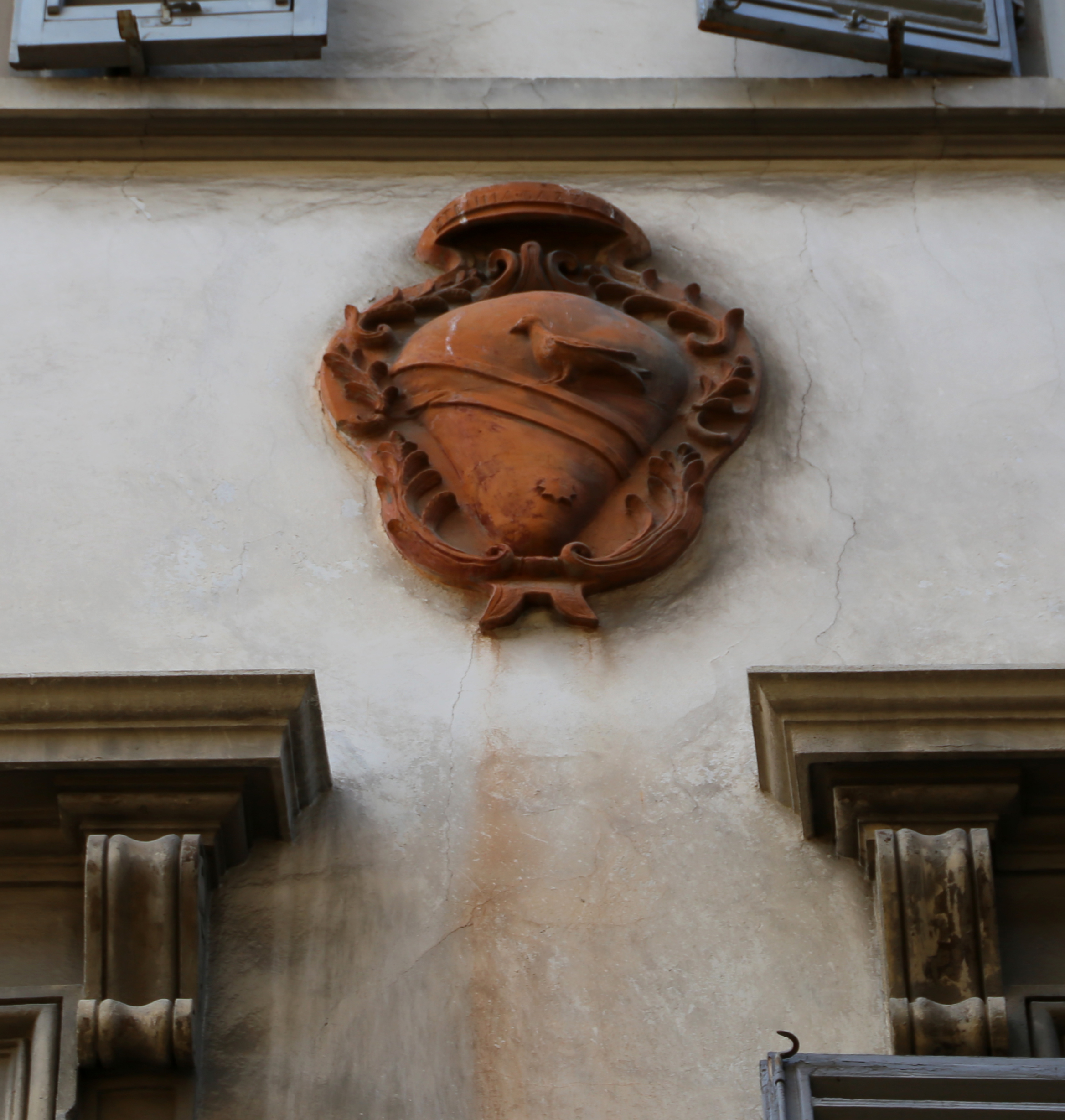
Stemma Gazzeri
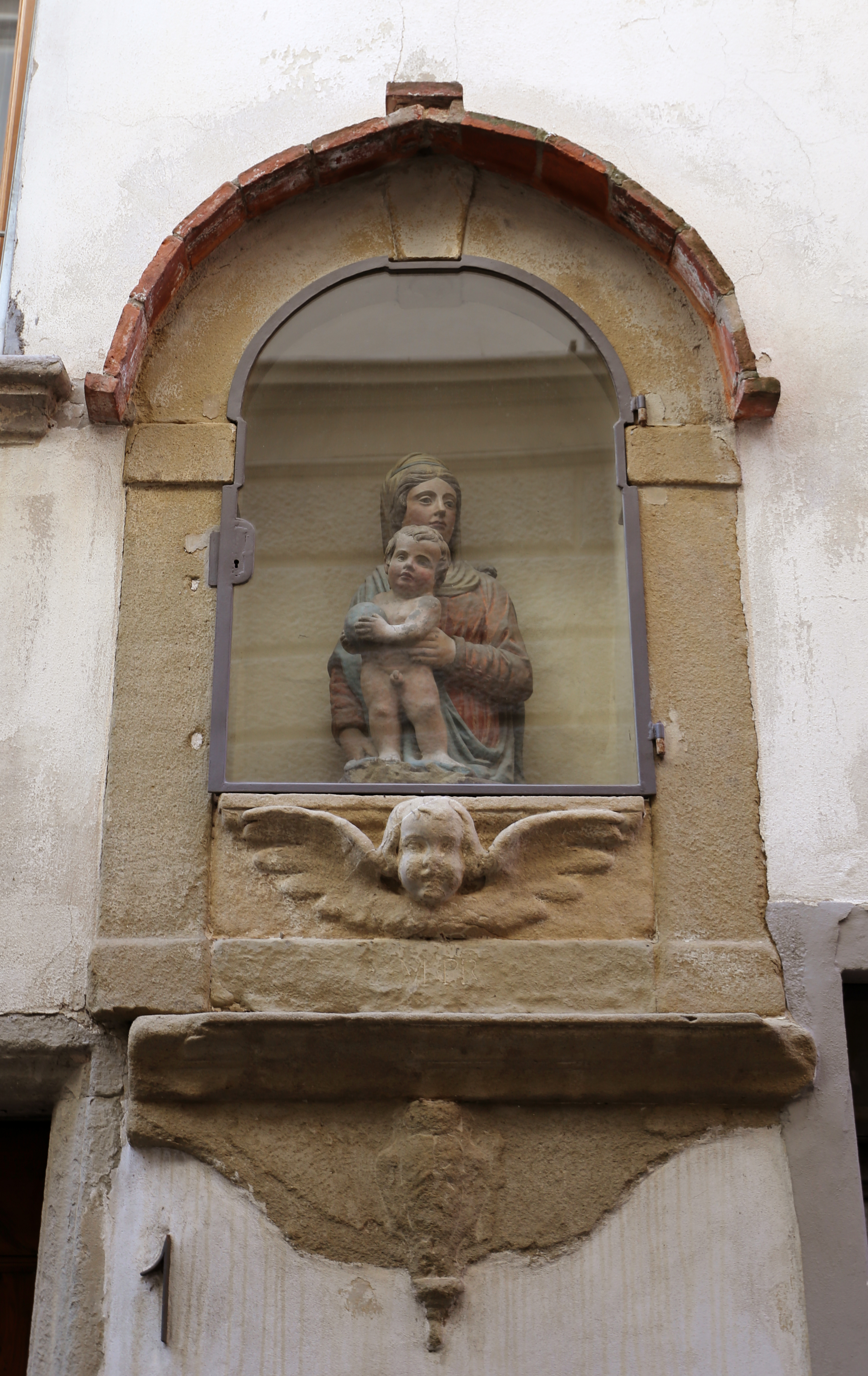
Il tabernacolo